# 信國輝彦
信國 輝彦（のぶくに てるひこ、1977年10月22日 - ）は、日本の俳優。

## 人物
広島県広島市出身。小中高と8年間サッカー部に在籍。大阪芸術大学放送学科アナウンスコースに入学する。入学と同時に劇団に入団、役者活動を始める。
シアターシンクタンク万化、クロムモリブデンを経て、現在はフリーで活動中。

## 出演作品

### 舞台
- 『直接KISS』（クロムモリブデン）
- 『なかよしshow』（クロムモリブデン）
- 『ユカイ号』（クロムモリブデン）
- 『ボウリング犬エクレアアイスコーヒー』（クロムモリブデン）
- 『ボーグを脱げ!』（クロムモリブデン）
- 『ドレスを着た家畜が・・・』（東京）
- 『散戒』（デス電所）
- 『－初恋』（世界名作小劇場）
- 『FUTURE』（ブラジル）
- 『お茶を一杯』（浮世企画）
- 『心の余白にわずかな涙を』（elePHANTMoon）
- 『ホテルロンドン』（国分寺大人倶楽部）
- 『解体されゆくアントニン・レーモンド建築 旧体育館の話』（趣向） - ゲスト出演
- 芸劇eyes『20年安泰。』（バナナ学園純情乙女組）
- 『さよなら また逢う日まで』（ブラジル）
- 『僕らの心象風景における、いくつかの考察』（Minami Produce）
- 『キメラガール・アンセム/120日間将棋』（ジエン社）
- 『ペール・ギュント』（Theatre Polyphonic）
- 『僕が甘やかしすぎましたもので』（Moratorium Pants）
- 『Jack moment.』（バンタムクラスステージ）
- 『Lucifer』（Ammo）

### 映画
- 『オルゴール』（監督：向陽）
- 『GONG』（監督：Bee Te-thh）
- 『アップルスピリット』（監督：林健二郎）
- 『友の夢』（監督：山口雅和）
- 『車輪の上』（監督：水落拓平）
- 『怨念　黒髪の復讐』（監督：浜田弘典）
- 『堤防は洪水を待っている』（監督：山田雅史）
- 『ループゾンビ』（監督：西尾孔志）
- 『sunshine』（監督：Hermann Ho）
- 『かぞくのひけつ』（監督：小林聖太郎）
- 『煙突のみえる町』（監督：石川幸典）
- 『古屋の次第』（監督：加藤秀仁）
- 『屋根の上の赤い女』（監督：岡太地）
- 『行旅死亡人』（監督：井土紀州）
- 『へばの』（監督：木村文洋） - 声の出演
- 『ひとりかくれんぼ　劇場版』（監督：山田雅史）
- 『ほんの少しだけでも愛を』（監督：藤原敏史）
- 『MISSING』（監督：佐藤央）
- 『へんげ』（監督：大畑創）
- 『LIFE LINE』（監督：渡辺裕子）
- 『いま、殺りにゆきます』（監督：千葉誠治）
- 『ソウル・フラワー・トレイン』（監督：西尾孔志）
- 『あの娘、早くババアになればいいのに』（監督：頃安祐良）
- 『女の子よ死体と踊れ』（監督：朝倉加葉子）
- 『秘密　THE TOP SECRET』（監督：大友啓史）
- 『宿雨プリズム』（監督：埜本幸良）
- 『ファーストアルバム』（監督：頃安祐良）
- 『イノセント15』（監督：甲斐博和）
- 『スプリング、ハズ、カム』（監督：吉野竜平）
- 『名前』（監督：戸田彬弘）
- 『ISHI』（監督：山田雅史）

### テレビ
- フジテレビ 『ハマドラ』
- NHK 『トップセールス』
- NHK 『花の誇り』
- NHK 『天地人』
- テレビ東京 『ルビコンの決断』
- 読売テレビ『ドクターカー』第10話
- 日本テレビ『ゆとりですがなにか』第10話
- 読売テレビ『脳にスマホが埋められた』第10話
- テレビ東京『新宿セブン』第4話
- 東海テレビ『オーファン・ブラック』第1話、第2話
- TBS『きみが心に棲みついた』第4話
- lute『それでも告白するみどりちゃん』第7話
- 日本テレビ『高嶺の花』第8話
- フジテレビ『SUITS』第3話
- NHKBSプレミアム『カラスになったおれは地上の世界を見おろした』
- 日本テレビ『イノセンス～冤罪弁護士～』第5話
- テレビ神奈川『ほぼ日の怪談』第一夜「せまいシングルルーム」

### 配信ドラマ
- さらば、銃よ 警視庁特別銃装班 第5話（2023年4月14日、Lemino） - 構成員L 役

### CM
- 大正製薬 Riup+
- 理想科学 オルフィスX
- アサヒ クリアアサヒ
- エバラ おいしいキムチ 「ダンス編」「団欒編」
- モバゲータウン 怪盗ロワイヤル 「会議室編」
- サマージャンボ宝くじ
- ROUND1 「団体割編」
- スバル 将来の夢ショートフィルム スバル エクシーガ"My Dream-Your Story With-SHORT"
- 久光製薬 ブテナロックVα 「画面は語る」
- JAバンク 「犯人はリス篇」みんなのちょリスのステキな毎日
- 恋プレ! 第三話「ナイスな結末!?」
- P&Gファブリーズ「演じる女」篇
- タカラトミーナーフシリーズ
- グリコパピコ　ドッキリ企画
- 明星一平ちゃん　夜店の焼きそば
- ANA2017年　年末年始の旅割
- クインテット「Pando」ブランドムービー
- マルト水谷「速達生」TV-CF
- Shufoo！　WEB-movie
- 詐欺ウォールTV-CF 壁の男　フィッシング詐欺篇
- コロナ禍の飲食マナー「五つの小」

### DVD
- 『ほんとうにあった怖い話 第十夜 憑依』（監督：山田雅史）
- 『あなたの知らない怖い話4』（監督：頃安祐良）
- 『ほんとうにあった怖い話 第二十五夜』 （監督：菊地正和）

### MV
- ASKA『僕の来た道』
- あらかじめ決められた恋人たちへ『翌日』（監督：柴田剛）
- サザンオールスターズ『栄光の男』
- LOVE PSYCHEDELICO『Might Fall In Love』
- GANG PARADE『ブランニューパレード』